# 암상 (지질학)
암상(facies)은 지질학에서 지정된 특성을 가진 암석의 본체이며, 이는 관찰 가능한 모든 암석의 속성(예: 전체 모양, 구성 또는 형성 조건)일 수 있으며 지리적 영역에서 이러한 속성에서 발생할 수 있는 변화일 수 있다.
암상은 인접한 암석과 구별되는 화학적, 물리적 및 생물학적 특징을 포함하여 암석의 모든 특성을 포함한다.
암상의 영단어 facies는 1838년 스위스 지질학자 아만즈 그레슬리(Amanz Gressly)에 의해 도입되었으며 이전의 수성론(Neptunism) 개념을 대체한 현대 층서학의 기초에 대한 그의 중요한 공헌의 일부였다.

## 같이 보기
- 암상
- 변성암
- 지층